# مقاطعة كغاتلنغ
مقاطعة كغاتلنغ (بالإنجليزية: Kgatleng District)‏ هي مقاطعة في بوتسوانا، تتبع بوتسوانا، عاصمتها موتشودي ‏.

## الموقع
تشترك في الحدود مع:
- المقاطعة الجنوب شرقية
- ليمبوبو
- المقاطعة المركزية
- مقاطعة كويننغ
- الشمالية الغربية.